# Tony Killeen

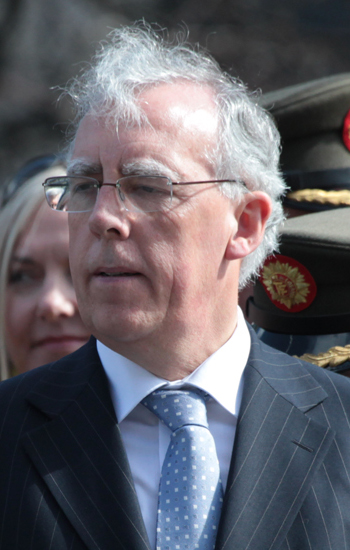
Tony Killeen (2010)

Tony Killeen (irisch Antóin Ó Cillín, * 9. Juni 1952 in Corofin, County Clare) ist ein irischer Politiker der Fianna Fáil und von März 2010 bis Januar 2011 Verteidigungsminister Irlands.

## Biografie
Killeen, der von Beruf Lehrer an einer staatlichen Schule (National School) war, begann seine nationale politische Laufbahn als Kandidat der Fianna Fáil 1992 mit der Wahl zum Abgeordneten (Teachta Dála) des Unterhauses (Dáil Éireann) und vertritt in diesem nach drei anschließenden Wiederwahlen seitdem den Wahlkreis Clare.
Während seiner Mitgliedschaft im Parlament war er zunächst vom 18. Dezember 1997 bis 2002 Vorsitzender des Unterhausausschusses für Angelegenheiten der Mitglieder und anschließend vom 7. November 2002 bis zum 16. Dezember 2004 des Unterhausausschusses für Bildung und Wissenschaft.
Am 29. September 2004 wurde er von Premierminister (Taoiseach) Bertie Ahern zum Staatsminister im Ministerium für Unternehmen, Handel und Beschäftigung ernannt und übernahm damit sein erstes Amt als „Juniorminister“ in einer Regierung. Im Anschluss war er zwischen dem 20. Juni 2007 und dem 12. Mai 2008 Staatsminister in den Ministerien für Umwelt, Erbschaft und Lokalverwaltung sowie für Kommunikation, Energie und natürliche Ressourcen und war während dieser Zeit insbesondere verantwortlich für Umwelt und Energie. Danach wurde er Staatsminister im Ministerium für Landwirtschaft, Fischerei und Ernährung und war dabei Verantwortlicher für Fischerei und Forstwirtschaft.
Am 23. März 2010 berief ihn schließlich Premierminister Brian Cowen als Verteidigungsminister in sein Kabinett.